# Route départementale 108 (Haïti)
Pour les articles homonymes, voir Route départementale 108.
La route départementale 108, ou RD 108, est une route départementale d'Haïti, reliant Port-au-Prince à Marigot.

## Présentation
La RD 108 commence au centre-ville de Port-au-Prince où elle rejoint la route Nationale 1, et s'étend vers le sud-est jusqu'à Pétion-Ville avant de serpenter à travers la chaîne de montagnes du Massif de la Selle et de croiser la  route départementale 402. 
La route 108 à un tronçon commun avec la  route départementale 101 et l'avenue John-Brown dans son parcours dans Port-au-Prince.

## Tracé

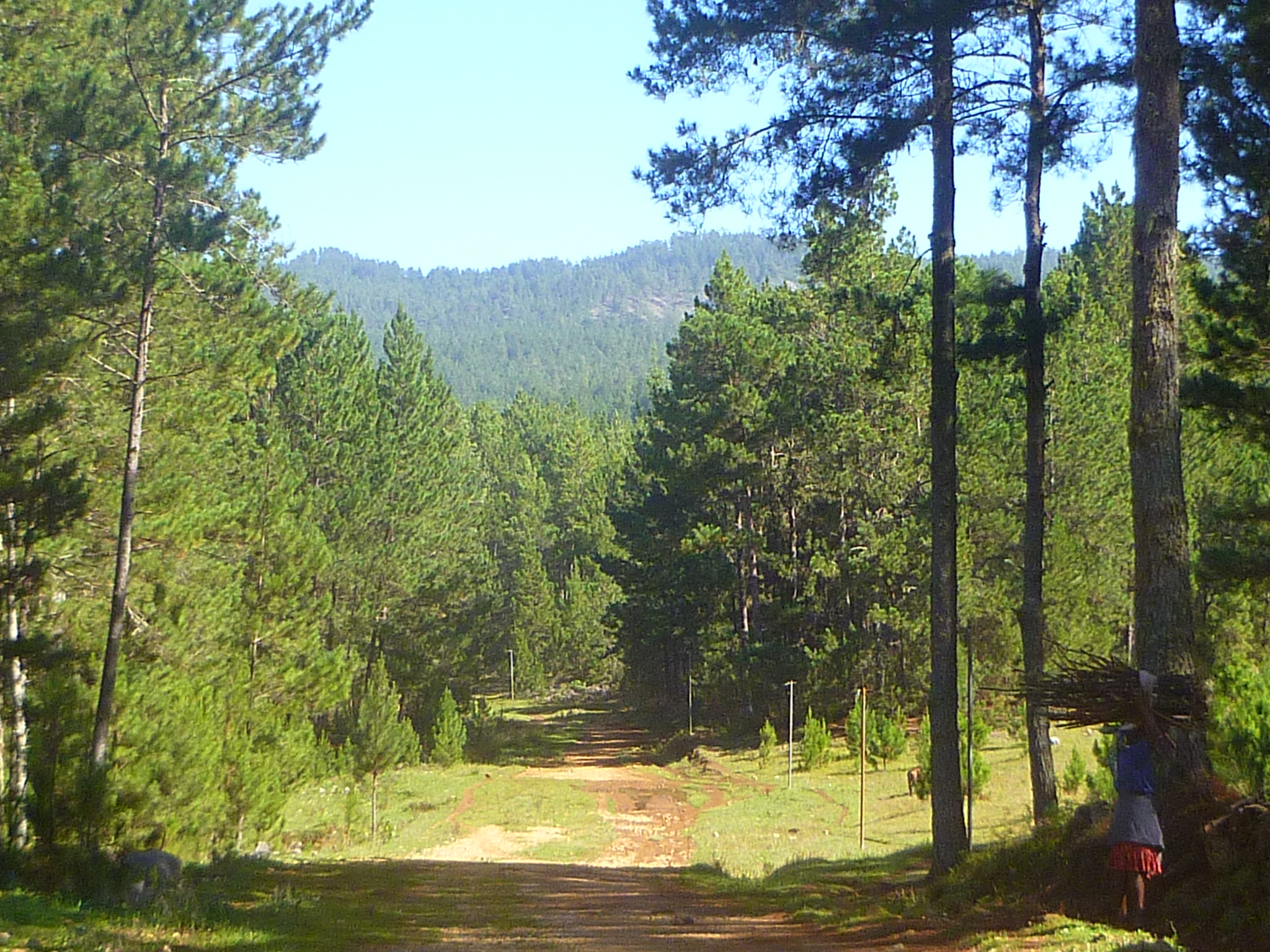
La RD 108 entre Seguin et Cayes Jacques.

- Port-au-Prince
- Massif de la Selle
- Seguin, Marigot